# Сиротский (Комиссаровское сельское поселение)
Сиротский — хутор в Дубовском районе Ростовской области. Административный центр Комиссаровского сельского поселения. 

## История
Хутор основан во второй половине XIX века переселенцами-молоканами из Таврической губернии. Первоначально переселенцам выделили под аренду участки в юрте Эркетинской станицы, рядом с ней был образован хутор Сиротский. Переселенцы строили из глины и камыша землянки, работали по найму у казаков-калмыков. Однако после голода поселенцы попросили разрешения поселиться поближе к станице Атаманской. Переселенцам был выделен участок на левой стороне Сала, напротив станицы Атаманской. Новый хутор, как и бывший, стал называться Сиротским. 
Хутор (временное поселение) Сиротское относилось к юрту калмыцкой станицы Потаповской. Согласно Алфавитному списку населённых мест области войска Донского 1915 года во временном поселении Сиротском имелось 30 дворов, проживало 105 душ мужского и 115 женского пола.
В конце 1920-х-1930-х года в хутор переселилось несколько семей из разорённой в годы коллективизации станица Атаманской. Согласно Всесоюзной переписи населения 1926 года хутор Сиротинский относился к Атамановскому сельсовету Дубовского района Сальского округа Северо-Кавказского края, в хуторе проживал 381 человек, из них украинцев - 361.

## Физико-географическая характеристика
Хутор расположен на границе поймы реки Сал и северных склонов Сальско-Манычской гряды Ергенинской возвышенности, являющейся частью Восточно-Европейской равнины, на высоте 57 метров над уровнем моря. Рельеф местности равнинный. Общий уклон местности с юга на север, по направлению к реке Сал. Почвы - каштановые солонцеватые и солончаковые, в пойме реки Сал - пойменные засоленные.
По автомобильной дороге расстояние до Ростова-на-Дону составляет 350 км, до районного центра села Дубовское - 49 км. Близ хутора проходит региональная автодорога Дубовское - Заветное.
Климат
Климат умеренный континентальный (согласно классификации климатов Кёппена-Гейгера - Dfa). Среднегодовая температура воздуха положительная и составляет + 9,2 °C, средняя температура самого холодного месяца января - 5,4 °C, самого жаркого месяца июля +  24,2 °C. Расчётная многолетняя норма осадков - 372 мм. Наименьшее количество осадков выпадает в феврале-марте и сентябре-октябре (по 24 мм), наибольшее в июне (42 мм).

## Население
Динамика численности населения
| 1915 | 1926 | 2002 |
| ---- | ---- | ---- |
| 220  | 381  | 1016 |

| 1989 | 2002  | 2010 |
| ---- | ----- | ---- |
| 1072 | ↘1015 | ↘944 |

## Улицы
- ул. Восточная,
- ул. Лесная,
- ул. Малиева,
- ул. Молодёжная,
- ул. Первомайская,
- ул. Северная,
- ул. Центральная,
- ул. Школьная.